# EtherChannel

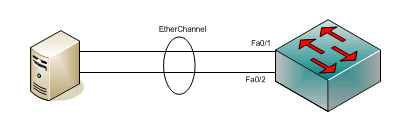
EtherChannel între un switch și un server.

EtherChannel reprezintă o tehnologie port channel care a fost inițial creată de către Cisco ca o soluție switch-to-switch pentru gruparea a câtorva porturi FastEthernet și GigabitEthernet într-un singur canal logic. În urma acesteia când este configurat și funcționabil protocolul STP și protocoalele de nivel 3 vor trata aceste link-uri ca o singură entitate, care la rândul său va stopa STP de a inițializa blocaje per port. Cisco Etherchannel permite de a utiliza până la 8 porturi fizice între comutatoare de rețea. Legăturile trebuie să aibă aceiași viteză, aceleași setări duplex, și aceleași setări VLAN.